# Hans Bontemantel
Hans Bontemantel (Amsterdam, 24 januari 1613 – 8 juni 1688) was koopman en lange tijd schepen van Amsterdam en fungeerde in 1672, toen hij president-schepen was, ook als waarnemend schout.
Als aanhanger van Johan de Witts staatkundig systeem werd hij op 10 september 1672 door stadhouder Willem III samen met negen andere regenten, zoals Lambert Reynst, Andries en Pieter de Graeff, uit al zijn ambten ontslagen.
Bontemantel is vooral bekend gebleven door zijn aantekeningen. Ze behelzen bijzonderheden over conflicten in de toenmalige regering, en ook staatkundige en militaire notities van Amsterdam, over besprekingen in de Staten van Holland, anekdoten over de magistraatverkiezingen en voorvallen in de regeringscolleges van de Staten Generaal, zoals over Isaac Coymans, Jacob F. Hinlopen, Jacob J. Hinlopen (1621-1679), Gillis Valckenier, Cornelis Geelvinck. Bontemantel woonde op Keizersgracht 107 in het pand genaamd "de Walvis", voorheen eigendom van Samuel Godin.